# Penka Metodieva
Penka Metodieva (in bulgaro Пенка Методиева?; Pernik, 12 ottobre 1950) è un'ex cestista bulgara.

## Carriera
Con la Bulgaria ha disputato due edizioni dei Giochi olimpici (Montréal 1976, Mosca 1980) e cinque dei Campionati europei (1970, 1972, 1974, 1976, 1978).